# Pedro Roldán
Pedro Roldán (Siviglia, 14 gennaio 1624 – Siviglia, 3 agosto 1699) è stato uno scultore spagnolo, uno dei maggiori rappresentanti del barocco andaluso. Fu il padre di Luisa Roldán, anch'essa scultrice.

## Biografia

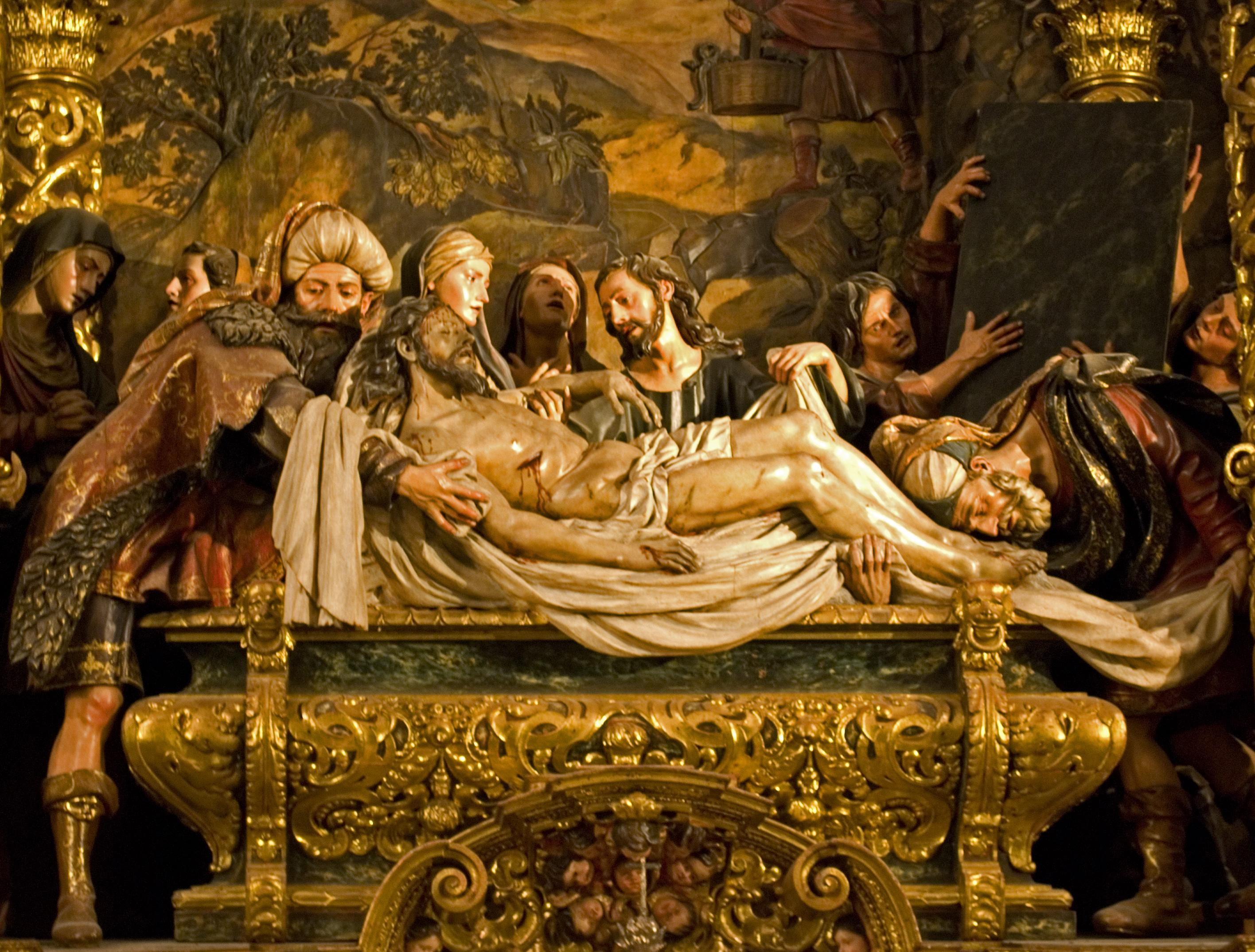
Pedro Roldán: Santa Sepoltura (1670 - 1672). Siviglia, Hospital de la Caridad.

Pedro Roldán nacque a Siviglia, dove passò l'infanzia. Quattordicenne, entrò a Granada nella bottega dello scultore barocco Alonso de Mena. Poco o nulla è dato sapere circa il periodo trascorso a Granada: l'unica certezza è che Roldán imparò il mestiere e subì l'influenza del de Mena, come certificano i suoi primi lavori attestati, il Nazareno della Salute e l'Addolorata in ginocchio. Presso il maestro rimase dodici anni; alla sua morte, avvenuta nel 1646, la bottega passò a Bernardo de Mora, ma il cattivo rapporto che si instaurò con il nuovo superiore indusse il giovane artista a tornare nella città natale. A Siviglia, la frequentazione del laboratorio di Martínez Montañés costituì per Roldán l'opportunità di studiare da vicino l'opera di uno dei massimi esponenti del barocco andaluso.
Nel 1647 aprì un laboratorio. Cominciarono anni di intenso lavoro, testimoniato già dal completamento del retablo dell'altare maggiore di Sant'Anna, a Montilla, in cui è ravvisabile la lezione di Montañés. Il graduale affrancamento dai modelli e l'affermazione di uno stile personale emergono nella Pietà scolpita per la chiesa sivigliana di San Juan de la Palma (1657), andata poi perduta. Con il 1660, Roldán si impegnò anche nello stucco, attività inaugurata nella Chiesa di Santa María la Blanca.
È però grazie ai retabli, cui è principalmente dedicata l'opera del quindicennio successivo, che l'artista produsse i propri lavori più significativi e conosciuti. Particolarmente rilevanti sono quelli dell'Hospital de la Caridad e della Cattedrale, entrambi a Siviglia. Il retablo dell'altare maggiore, nell'Hospital de la Caridad, comprendente il gruppo scultoreo della Santa Sepoltura e le immagini di San Giorgio, san Rocco, delle Virtù Teologali e dei Serafini e Angeli, è impreziosito dalla policromia di Valdés Leal, artista cui Roldán era legato da amicizia. È probabile che all'opera abbia messo mano anche Murillo.
Dopo la realizzazione di ulteriori commissioni nell'Hospital, nella Cattedrale e in altre chiese sivigliane e di altre città spagnole, seguì un quindicennio in cui l'attività scultorea prese il sopravvento sui retablos. Aiutato dal nipote Julián Roldán Guerrero, Pedro Roldán scolpì undici statue per ornare la facciata della Cattedrale di Jaén. Prolifica fu anche la produzione di opere raffiguranti il Cristo, tra cui si possono ricordare il Gesù Nazareno, eseguito per una confraternita sivigliana, e il Cristo flagellato di Tenerife.

## Opere principali
- Nazareno della Salute, Parrocchiale di San Nicola di Bari, Siviglia
- Addolorata in ginocchio, Chiesa di Santa Maria Maddalena (Iglesia de Santa María Magdalena), Siviglia (1650-1655)
- Retablo dell'altare maggiore (completamento), Convento di Sant'Anna, Montilla (1652)
- Pietà, Chiesa di San Juan de la Palma, Siviglia (1657, perduta)
- Arcangelo San Michele, Chiesa di San Vincenzo (I. de San Vicente), Siviglia (1657)
- Retablo della Cappella dei Baschi, Cattedrale di Siviglia
- Retablo dell'altare maggiore, Hospital de la Caridad, Siviglia (1670-1672)
- Cristo della Carità e Allegoria della Carità, Hospital de la Caridad, Siviglia (Nel baldacchino del pulpito)
- Sant'Ermenegildo e San Fernando, Chiesa di Sant'Ildefonso, Siviglia
- Retablo, Chiesa di Santa Cruz, Siviglia
- Retablo della Madonna dell'Allegria, Chiesa di San Bartolomeo (I. de San Bartolomé), Siviglia
- Retablo, Parrocchiale di Santiago, Carmona
- Undici sculture per la facciata della Cattedrale di Jaén (1675-1683, in collaborazione con il nipote Julián Roldán Guerrero)
- Rilievi per la Cattedrale di Jerez de la Frontera
- San Pietro e San Paolo, Chiesa parrocchiale di Villamartín, Cadice (1680)
- Cristo crocifisso dell'Espiazione, Chiesa di Santiago, Écija (1680)
- Gesù Nazareno, Nuestra Señora de la O, Siviglia (1685)
- Cristo flagellato, Chiesa di San Giovanni Battista (I. de San Juan Bautista), La Orotava (Tenerife), (1689)
- Retablo dell'altare maggiore, Chiesa di Santa Maria del Gesù (I. de Santa María de Jesús), Siviglia

## Galleria d'immagini

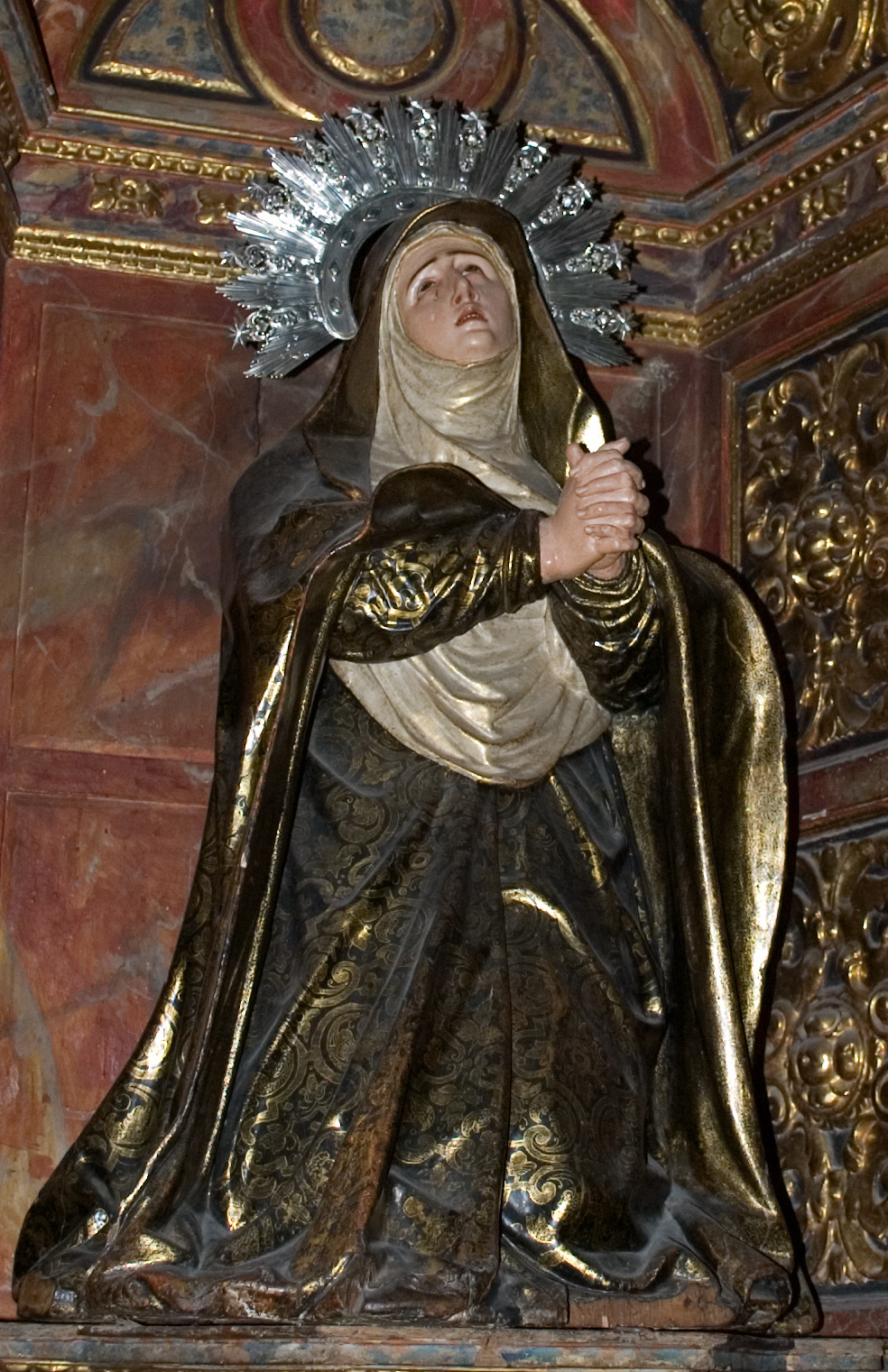
Addolorata in ginocchio (Virgen de la Antigua), Chiesa di Santa Maria Maddalena, Siviglia
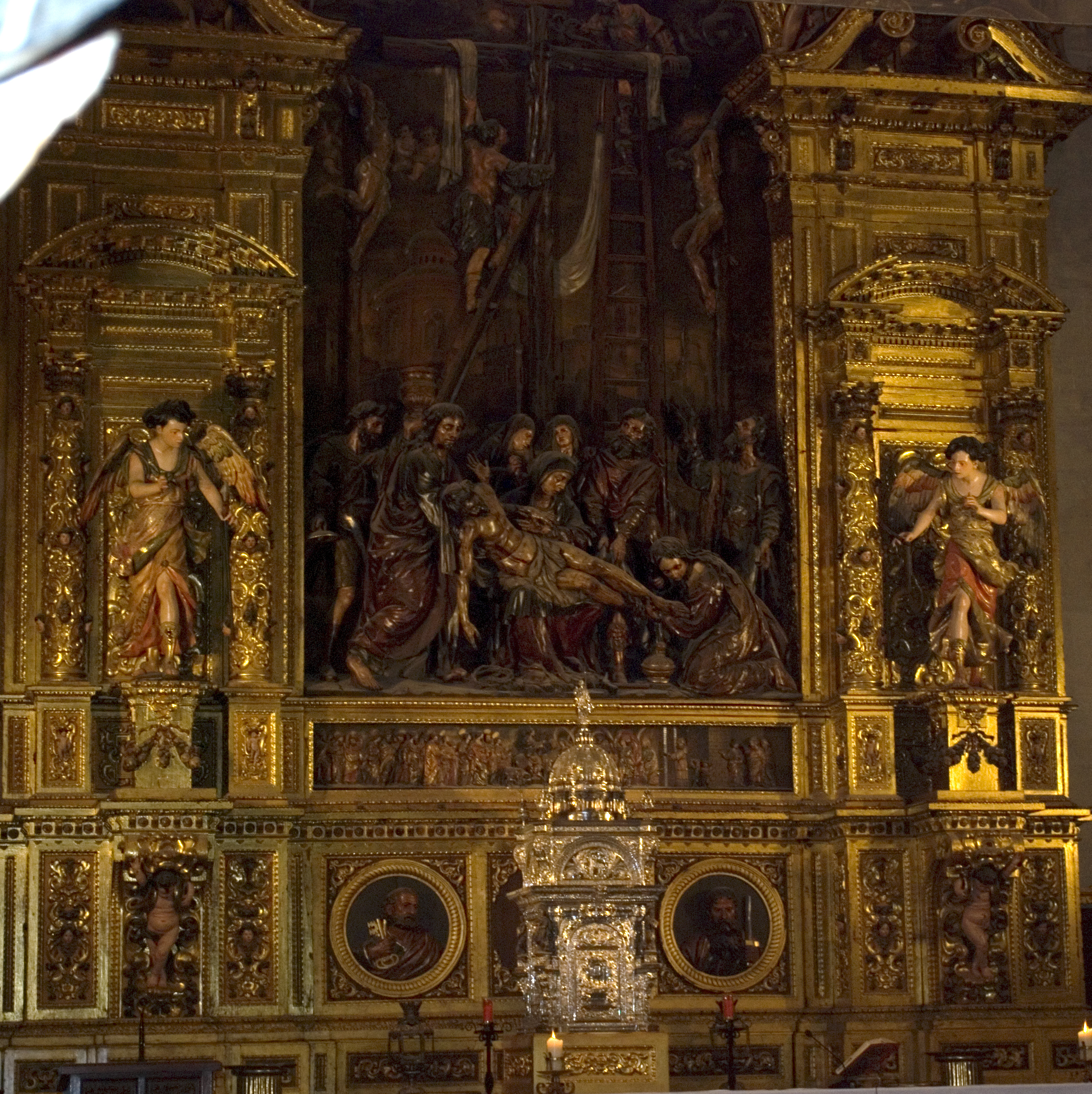
Retablo, Chiesa del Sacrario, Siviglia
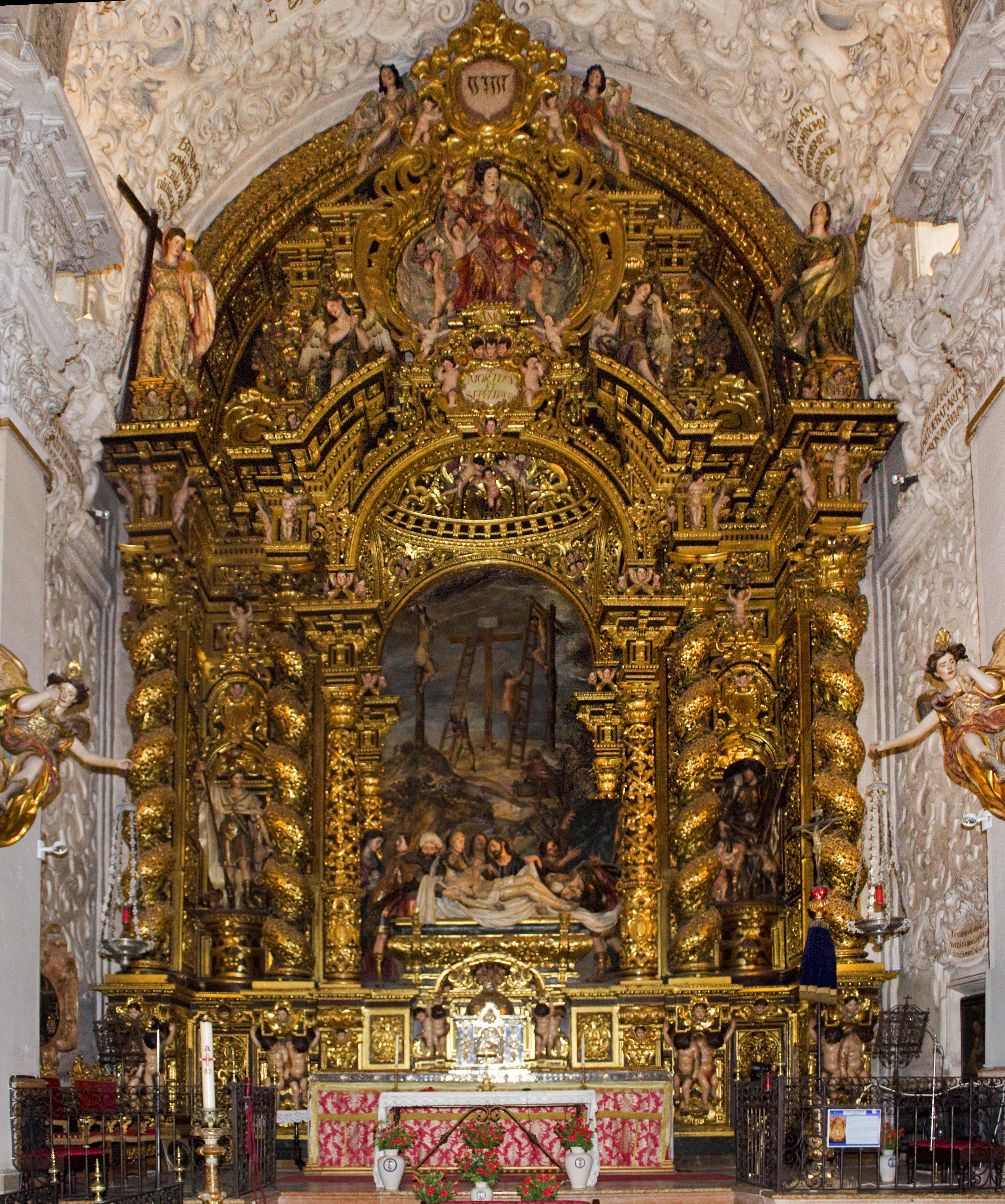
Retablo dell'altare maggiore, Hospital de la Caridad, Siviglia
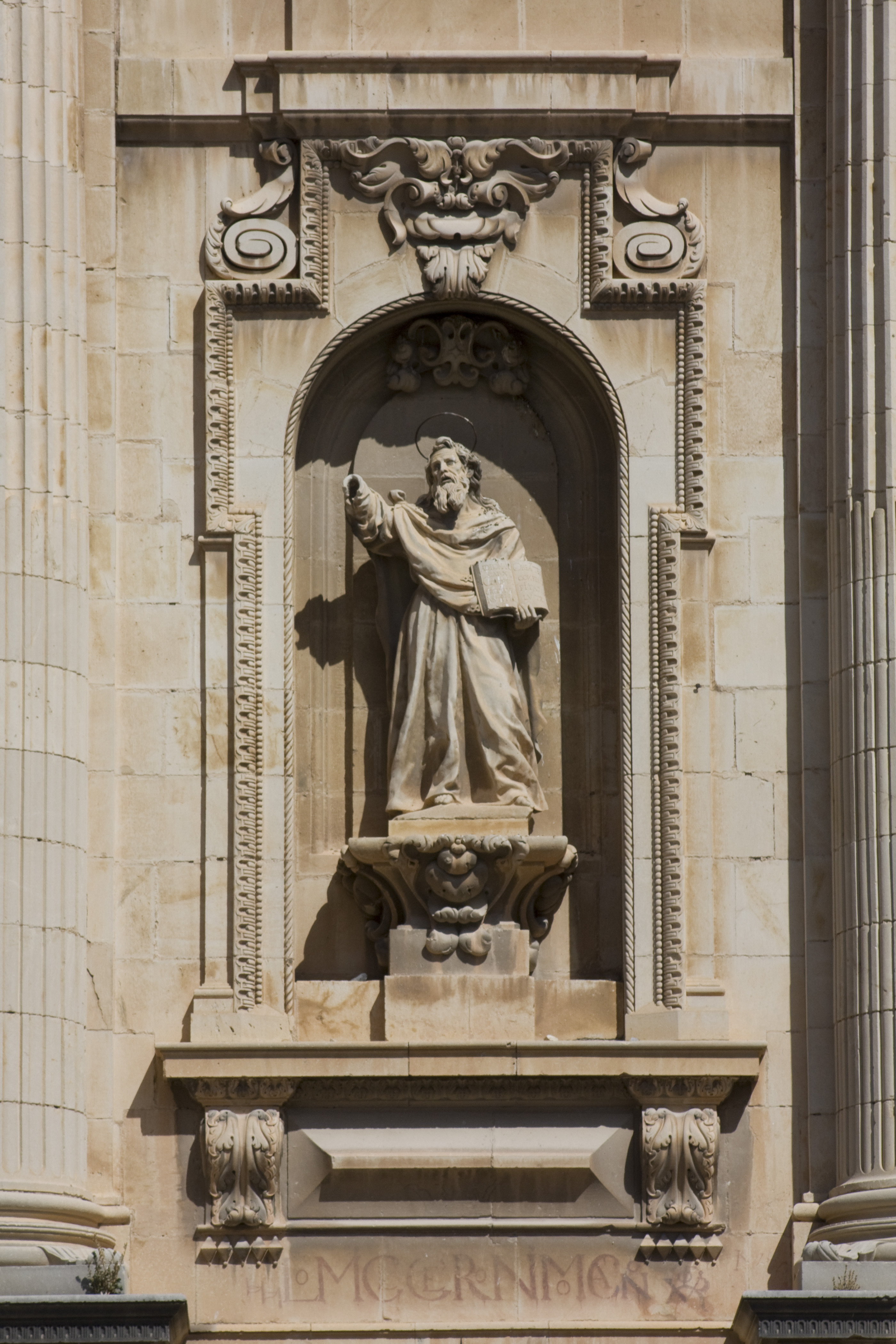
San Paolo, Facciata della Cattedrale di Jaén
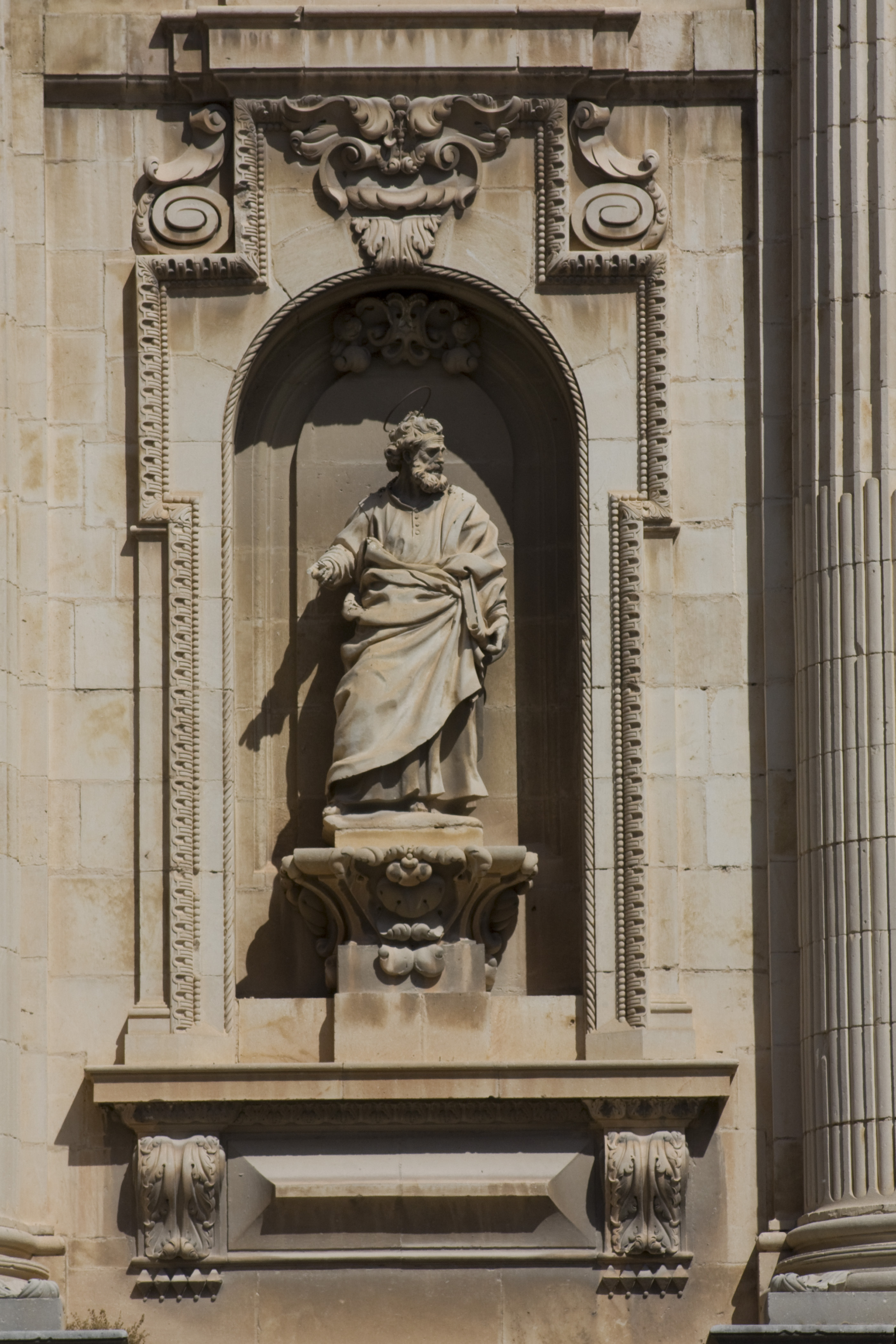
San Pietro, Facciata della Cattedrale di Jaén
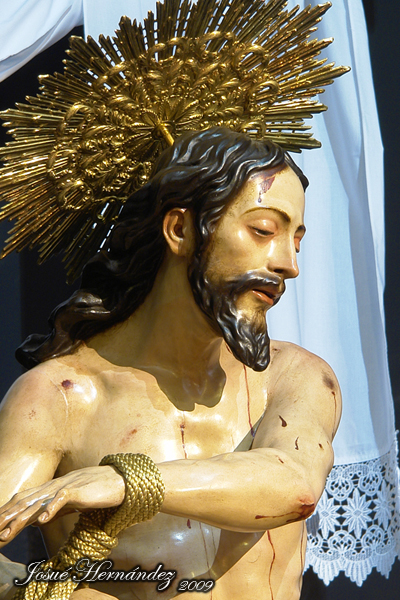
Cristo flagellato (Cristo de la columna), La Orotava (Tenerife)